# Université d'État de la Vallée du Mississippi
L'université d'État de la Vallée du Mississippi (en anglais : Mississippi Valley State University ou MVSU) est une université américaine située dans la ville d'Itta Bena, au Mississippi, aux États-Unis.
L'université se présente comme ayant accepté des Afro-Américains dans son histoire et compte plus de 90 % d'afro-américains dans son corps étudiants. L'université compte plus de 3 000 étudiants, dont plus de 2 500 étudiants en cycle undergraduate.